# ماري ليفينغستون
ماري ليفينغستون (بالإنجليزية: Mary Livingstone)‏ هي إذاعية وممثلة أمريكية، ولدت في 23 يونيو 1905 في سياتل في الولايات المتحدة، وتوفيت في 30 يونيو 1983 في هولمبي هيلز في الولايات المتحدة بسبب مرض قلبي وعائي.

## وصلات خارجية
- ماري ليفينغستون على موقع IMDb (الإنجليزية)
- ماري ليفينغستون على موقع ميوزك برينز (الإنجليزية)
- ماري ليفينغستون على موقع ديسكوغز (الإنجليزية)
- ماري ليفينغستون على موقع قاعدة بيانات الفيلم (الإنجليزية)